# Enefiok Udo-Obong
Enefiok Udo-Obong (22 maggio 1982) è un velocista nigeriano, specializzato nei 400 metri piani.

## Palmarès
- Giochi olimpici

Sydney 2000: oro nella staffetta 4x400 metri maschile.
Atene 2004: bronzo nella staffetta 4x400 metri maschile.